# Kakamega poliothorax
La tordina de Kakamega (Kakamega poliothorax) es una especie de ave paseriforme de la familia Modulatricidae  propia de África.

## Distribución y hábitat
Se encuentra en los bosques montanos tropicales de Burundi, Camerún, República Democrática del Congo, Guinea Ecuatorial, Kenia, Nigeria, Ruanda y Uganda.